# 客體
客體（英語：Object；德語：Objekt，源自拉丁語 obiectum），或譯对象，是一個哲學術語，通常與術語主體形成對比。主體是觀察者，客體是被觀察的事物。對於像笛卡爾這樣的現代哲學家來說，意識是一種認知狀態，它包括主體—它永遠不會被懷疑，因為只有它才能懷疑—以及一些可能被認為沒有真實或完全存在或不存在的客體。形而上學框架的不同還在於它們是否考慮獨立於其屬性存在的對象，如果是，則以何種方式存在。
實用主義者查爾斯·皮爾斯將對象的廣義概念定義為可以被我們思考或討論的任何事物。 在一般意義上，它可以是任何實體：金字塔、眾神、蘇格拉底、半人馬座阿爾法星、數字 7、對宿命的懷疑或對貓的恐懼。從嚴格意義上講，它是指任何確定的存在。
一個相關的概念是對象性（英語：objecthood），它是作為客體的狀態。定義它的一種方法是根據對象的屬性和關係。對所有身體、思想和人的描述必須根據它們的屬性和關係進行。客體性質的哲學問題涉及客體如何與其屬性和關係相關聯。例如，似乎描述蘋果的唯一方法是描述它的特性以及它與其他事物的關係。它的屬性可能包括它的紅色、它的大小和它的成分，而它的關係可能包括“在桌子上”、“在房間裡”和“比其他蘋果大”。
對象的概念必須解決兩個問題：變化問題和實體問題。關於對象性的兩個主要理論是實體論，其中實體（對象）與其屬性不同；以及叢束理論，其中對象只不過是其屬性的集成。
自笛卡爾提出其二元論概念以來，客體與主體的概念發生衝突（即主體—客體分離）。一個主體很可能被認為是本體論意義上的一個客體。這裡的決定性區別在於，主體被定義為主動感知的東西，而客體是在感知中被動地給出的東西。